# Janina Kowalska (1891–1977)

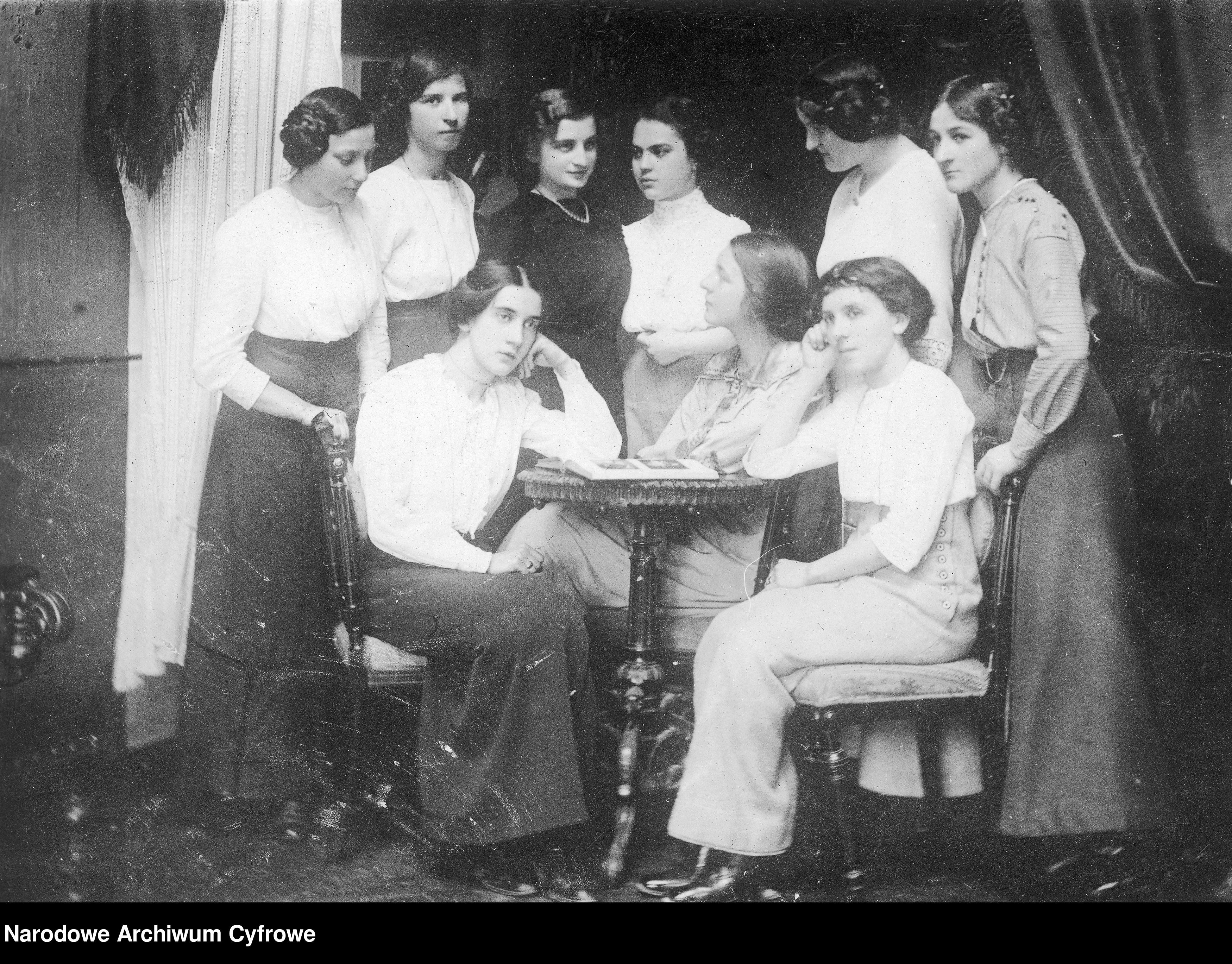
Członkinie 1. sekcji 1. plutonu Oddziału Kobiecego Związku Strzeleckiego we Lwowie: Stanisława Rutkowska, Anna Prądzyńska, Stanisława Kukielowa, stoja od lewej: Janina Benedekówna (Kowalska), H. Konówna, W. Buschówna, Maria Rychterówna, A. Biernacka, J. Sokólska, Lwów, 1912

Janina Kowalska z domu Benedekówna, ps. „Szara” (ur. 26 lutego 1891 w Płocku, zm. 4 maja 1977 w Radości) – polska botaniczka, działaczka niepodległościowa, żołnierka Polskiej Organizacji Wojskowej i Armii Krajowej.

## Życiorys
Ukończyła gimnazjum w Płocku. Po maturze początkowo pracowała w guberni kaliskiej jako nauczycielka prywatna. Następnie od 1911 studiowała botanikę na Uniwersytecie Lwowskim. Działa wówczas Stowarzyszeniu Polskiej Młodzieży Postępowej „Życie” i Polskiej Partii Socjalistycznej. Uczestniczyła także w pracach Towarzystwa Uniwersytetu Ludowego im. A. Mickiewicza oraz stowarzyszenia „Promień”. Od 1912 należała do oddziału żeńskiego Związku Strzeleckiego we Lwowie. Działała w Uniwersytecie Ludowym im. Adama Mickiewicza we Lwowie. W 1913 przeniosła się na Uniwersytet Jagielloński, gdzie kontynuowała studia botaniczne.
W Legionach pełniła służbę w Oddziale Wywiadowczym I Brygady (1914–1915). Od 1915 r. działała w płockiej Lidze Kobiet Pogotowia Wojennego. Była także kierowniczką kolportażu płockiego okręgu Polskiej Organizacji Wojskowej. Doprowadziła także do szybkiego odbudowania w Płocku struktur Polskiej Partii Socjalistycznej – Frakcji Rewolucyjnej, rozbitych prawie doszczętnie przez carską policję. Była jedną z czołowych działaczek Płockiej Organizacji Niepodległościowej, następnie Komitetu Narodowego miasta Płocka, a potem Komisji Organizacyjnej Narodowej Rady Okręgowej Ziemi Płockiej – struktury regionalnej Centralnego Komitetu Narodowego w Warszawie. Za działalność została aresztowana przez niemieckiego okupanta i osadzona na trzy miesiące w więzieniu w Toruniu, a następnie w obozie jenieckim w Holzminden. Na początku 1917, zwolniona z więzienia, przeniosła się do Warszawy, gdzie działała w Pogotowiu Bojowym PPS. Brała udział w przygotowaniach zamachów na przedstawicieli władz niemieckich, potem w rozbrajaniu okupanta.
W wolnej Polsce kontynuowała studia początkowo na warszawskiej Wyższej Szkole Ogrodniczej, ostatecznie kończąc Instytut Biologiczno-Botaniczny Uniwersytetu Lwowskiego. Wraz z rodziną zamieszkała w zaprojektowanej przez jej męża willi „Bajka” w Radości pod Warszawą. Przy willi zaplanowała ogród. W terenie prowadziła kursy rolnicze, pomagała mężowi w pracach przy wydawnictwach teletechnicznych, pisała artykuły do fachowych czasopism ogrodniczych oraz wspomnienia z czasów walk o niepodległość. Należała także do Związku Pracy Obywatelskiej Kobiet, a od 1935 do Stowarzyszenia „Samopomoc Społeczna Kobiet” kierowanych przez Zofię Moraczewską.
Podczas II wojny światowej była żołnierką Armii Krajowej, służyła w Komendzie Głównej AK – VI Oddział BiP (Biuro Informacji i Propagandy).
Po wojnie pracowała w szkole ogrodniczej w Płocku. Zorganizowała szkołę rolniczą w Julinie. Od 1948 była inspektorką bibliotek szkół ogrodniczych województwa warszawskiego. Potem pracowała w Stacji Ochrony Roślin w Radości i mieszkała od śmierci męża w 1954 samotnie w budynku gospodarczym – służbówce willi Bajka – prawie do końca życia. Opublikowała przyczynek do historii szkolnictwa żeńskiego w Płocku. W 1958 przeszła na emeryturę.
Pochowana jest w grobie rodzinnym Benedeków na Cmentarzu Powązkowskim w Warszawie, kw. 217, rząd IV, grób 4.

## Życie prywatne
Córka felczera Władysława (1855–1930) i Heleny z Wardzyńskich. Miała braci: inżyniera chemika, dyrektora zakładów w Mościcach Czesława (1884–1943) i inżyniera mechanika Bolesława (1885–1963). Jej bratankiem był architekt Witold Benedek.
Od 1919 r. żona inżyniera elektryka Henryka Kowalskiego (1889–1954). Mieli dwie córki – obydwie działały w konspiracji i poległy w trakcie powstania warszawskiego. Maria Kowalska (1924–1944) ps. „Maryna” była studentką Politechniki Warszawskiej i sanitariuszką w batalionie „Zośka”, poległa 31 sierpnia 1944. Druga z córek, studentka medycyny – sanitariuszka Irena Kowalska-Wuttke (1920–1944) ps. „Irka”, została wzięta przez Niemców do niewoli 23 września 1944 i prawdopodobnie rozstrzelana w grupie sześciu sanitariuszek i łączniczek następnego dnia na Woli, w rejonie kościoła św. Wojciecha przy ul. Wolskiej.

## Publikacje
- (wraz z Marią Rychterówną) Nasz oddział macierzysty we Lwowie,, [w:] Wierna Służba. Wspomnienia uczestniczek walk o niepodległość 1910–1915, red. Aleksandra Piłsudska, Warszawa 1927[12];
- Na posterunku,, [w:] tamże[12];
- Za Bug!,, [w:] tamże[12];
- W Płocku,, [w:] tamże[12];
- Wspomnienia z obozu jeńców w Holzminden,, [w:] Służba Ojczyźnie. Wspomnienia uczestniczek walk o niepodległość 1915–1918, red. Aleksandra Piłsudska, Maria Rychterówna, Warszawa 1929[13];
- W pracy Pogotowia Bojowego PPS,, [w:] tamże[13];
- Janina Benedekówna, [w:] Kobiety niepodległości. Wspomnienia z lat 1910–1918, red. Kamil Piskała, Marta Sikorska-Kowalska, Warszawa 2019, s. 97–142 (zbiorowe wydanie powyższych relacji)[4];
- Wanda Thun-Mazaraki (przyczynek do historii szkolnictwa żeńskiego w Płocku), „Notatki Płockie”, 9 (1964), 1–2 (27–28), s. 44–45[9].